# Aérodrome de Mont-Louis - La Quillane
L’aérodrome de Mont-Louis - La Quillane (code OACI : LFNQ) est un aérodrome d’altitude des Pyrénées-Orientales destiné à la pratique du vol à voile.

## Géographie
L'aérodrome de Mont-Louis - La Quillane se situe au nord du village de La Llagonne dans la région du Capcir (Pyrénées-Orientales).

## Aéroclubs
L'aérodrome héberge plusieurs membres répartis dans un  club :
- planeur : centre d'instruction et de pratique du vol.

## Infrastructure
- Une piste en herbe de 1 000 m de long pour 80 m de large pour les planeurs.
- Deux hangars pour planeurs.

## Autre aérodromes de la région
- Aéroport de Perpignan-Rivesaltes
- Aérodrome de Sainte-Léocadie